# Terzo album
Terzo album è, appunto, il terzo album del duo musicale Wess & Dori Ghezzi, pubblicato dall'etichetta Durium nel 1975.
L'album è prodotto da Felice Piccarreda. Dei 12 brani contenuti, 6 sono cover, i cui testi sono in 4 occasioni tradotti in italiano. Presente anche Era, terzo classificato all'Eurovision Song Contest.

## Tracce

### Lato A
1. Cielo
2. È l'amore che muore (Midnight Blue)
3. Tutto bene (Sad Sweet Dreamer)
4. Feelings
5. Lacrime scendono (Tears on My Pillow)
6. E siamo qui

### Lato B
1. Uomo e donna
2. Save Me
3. Dicembre
4. Era
5. Povero maledetto (Le Maudit)
6. Voci di luoghi lontani